# Janiralata koreaensis
Janiralata koreaensis là một loài chân đều trong họ Janiridae. Loài này được Jang miêu tả khoa học năm 1991.